# Voix populaire
 (décembre 2017).
Si vous disposez d'ouvrages ou d'articles de référence ou si vous connaissez des sites web de qualité traitant du thème abordé ici, merci de compléter l'article en donnant les références utiles à sa vérifiabilité et en les liant à la section « Notes et références ».
Voix populaire est un groupe maoïste français ayant rompu en 1968 avec le Centre marxiste-léniniste de France (CMLF), en raison de l'appui de ce dernier au régime gaulliste, au nom du soutien à la « bourgeoisie nationale » contre la « bourgeoisie comprador[Quoi ?] » pro-américaine.
Le groupe publie un périodique sous le même nom. En 1969, devant la menace judiciaire que fait peser sur elle la CGT, qui détient un organe de presse du même nom, Voix populaire est rebaptisée Voix prolétarienne.
Voix populaire est fondée et dirigée à Lyon par un ouvrier autodidacte venant de Collonges-sous-Salève, Henri Leclerc. Dans la nébuleuse marxiste-léniniste, très présente en milieu étudiant, Voix populaire est le seul groupe ouvrier. Outre son journal, le groupe a constitué sa propre imprimerie, publie divers ouvrages et fournit les gros bataillons du Comité Vietnam de Base de la Croix-Rousse, pour lequel il ouvre une librairie militante rue Burdeau.
Après un développement exclusivement à Lyon et aux alentours, son caractère ouvrier et la diffusion de son journal lui donne un retentissement national : elle crée fin 1969 des cellules à Paris, Bordeaux et Marseille.
L'élargissement de 1969 s'avère un échec, l'intégration entre le noyau ouvrier et les nouvelles recrues venues du monde universitaire peinant à se réaliser. Le groupe se replie sur Lyon, et ses dirigeants tirent la leçon de cet échec en laissant la place à une nouvelle direction, issue de la cellule marseillaise, est élue. Rapidement, celle-ci est contestée par la plupart des membres du noyau initial et, en 1972, une majorité, considérant que l'orientation exclusivement ouvriériste qu'elle prend est une impasse, vote la dissolution de l'organisation.
La minorité poursuit toutefois son activité avec quelques militants présents dans des usines lyonnaises (voir l'article Voix prolétarienne).